# Staat der Slowenen, Kroaten und Serben
Der Staat der Slowenen, Kroaten und Serben (serbokroatisch Држава Словенаца, Хрвата и Срба Država Slovenaca, Hrvata i Srba, slowenisch Država Slovencev, Hrvatov in Srbov), umgangssprachlich auch SHS-Staat genannt, war ein De-facto-Staat in Mittel- und Südosteuropa, der vom 29. Oktober bis zum 1. Dezember 1918 auf dem Gebiet der ehemaligen Österreichisch-Ungarischen Monarchie bestand.

## Geschichte

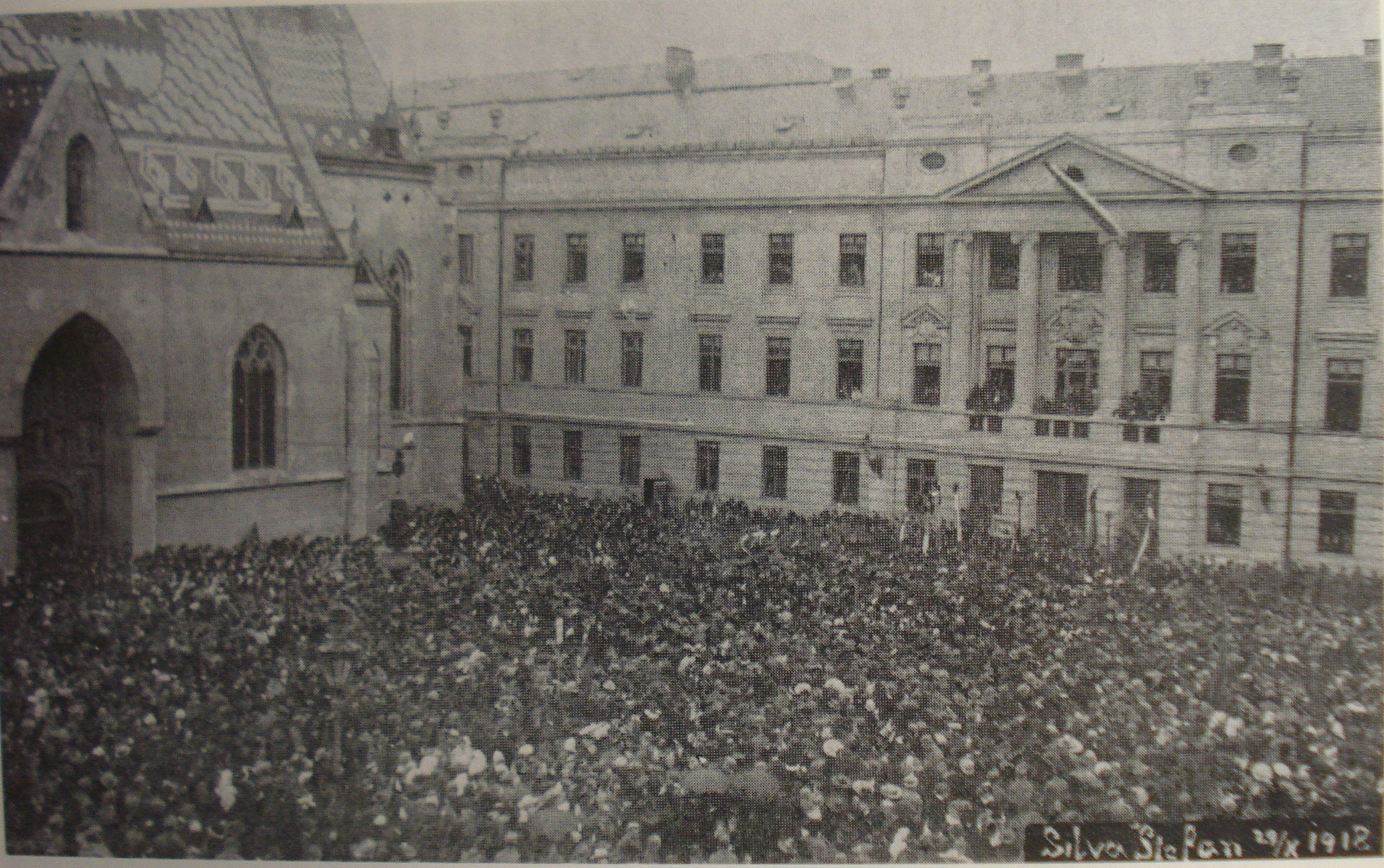
Der kroatische Sabor verkündet am 29. Oktober 1918 die Lösung der staatsrechtlichen Beziehungen zum Königreich Ungarn sowie zu Österreich (Markusplatz, Zagreb).

Am 5. und 6. Oktober konstituierte sich in Zagreb (deutsch Agram) als politische Vertretung der Slowenen, Kroaten und Serben der Habsburgermonarchie der Nationalrat der Slowenen, Kroaten und Serben. Der Nationalrat wurde von dem slowenischen Politiker Anton Korošec als Präsident geleitet, zu Vizepräsidenten wurden der kroatische Politiker Ante Pavelić (nicht zu verwechseln mit dem gleichnamigen Ustascha-Gründer) und der serbische Politiker Svetozar Pribičević ernannt. Am 8. Oktober 1918 erhob der Nationalrat die Vereinigung aller Südslawen der Habsburgermonarchie in einem „freien und unabhängigen Staat“ zu seinem Programm.
Am 29. Oktober 1918 löste der kroatische Sabor auf seiner letzten Sitzung die staatsrechtlichen Beziehungen zum Königreich Ungarn sowie zu Österreich und übertrug die oberste vollziehende Gewalt auf den Nationalrat. Am gleichen Tag rief der Nationalrat den Staat der Slowenen, Kroaten und Serben aus, zu dem der slowenische Nationalrat den Beitritt Sloweniens am 31. Oktober 1918 beschloss.
Amtssprache des SHS-Staates war „Serbo-Kroato-Slowenisch“.
In einem Vermerk vom 31. Oktober teilte der Nationalrat den Regierungen des Vereinigten Königreichs, Frankreichs, Italiens und der Vereinigten Staaten mit, dass der Staat der Slowenen, Kroaten und Serben in den südslawischen Gebieten konstituiert wurde, die zu Österreich-Ungarn gehörten und dass der neue Staat beabsichtigte, einen gemeinsamen Staat mit Serbien und Montenegro zu bilden. Die gleiche Nachricht wurde an die Regierung des Königreichs Serbien und das jugoslawische Komitee in London geschickt. Der serbische Ministerpräsident Nikola Pašić antwortete am 8. November auf die Mitteilung und erkannte den Nationalrat in Zagreb als „legale Regierung der auf dem Gebiet von Österreich-Ungarn lebenden Serben, Kroaten und Slowenen“ an und forderte die Regierungen des Vereinigten Königreichs, Frankreichs, Italiens und der Vereinigten Staaten auf, dasselbe zu tun.
Unter starkem Druck territorialer Forderungen vor allem seitens des Königreichs Italien beschloss der Nationalrat schon am 24. November 1918 die Vereinigung des SHS-Staates mit dem Königreich Serbien und dem Königreich Montenegro. Der Nationalrat ernannte 28 Mitglieder, um Verhandlungen mit den Vertretern der Regierung des Königreichs Serbien und Montenegro aufzunehmen. Bei der Schaffung eines neuen jugoslawischen Staates verhandelte die Delegation direkt mit dem serbischen Regenten Alexander Karađorđević.
Am 1. Dezember 1918 entstand dann durch Zusammenschluss das Königreich der Serben, Kroaten und Slowenen („Erstes Jugoslawien“), umgangssprachlich auch SHS-Königreich genannt.

## Symbole

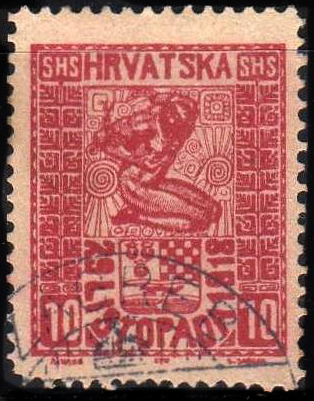
Briefmarke der kroatischen Post für den SHS-Staat; daher hier mit dem Wappen des „Dreieinigen Königreiches Dalmatien, Kroatien und Slawonien“ (1918)

Der SHS-Staat hatte keine offiziellen Staatssymbole festgelegt. Vielmehr wurden bei Anlässen auch nebeneinander die Symbole der Ethnien verwendet, so bei den Kroaten die rot-weiß-blaue Trikolore und das Wappen des „Dreieinigen Königreiches Dalmatien, Kroatien und Slawonien“ (bspw. auf Briefmarken der kroatischen Post).